# Arthur Theodor Gruelich
Arthur Theodor Gruelich (* 30. Januar 1906 in Zürich; † 8. August 1967 in Heessen) war ein deutscher Schriftsteller und Pädagoge. Er verfasste als Schriftsteller zahlreiche Schriften und war pädagogisch orientiert. Er ist der Gründer der Schule Landschulheim Schloss Heessen in Nordrhein-Westfalen, Deutschland.

## Leben
Arthur Theodor Gruelich verfasste Schriften wie Schicksalsfäden über dem Atlantik und Die Chronik der Weinberggasse. Neben seiner Arbeit als Schriftsteller widmete er sich auch der Arbeit mit Jugendlichen. Er war Internatsdirektor und verfolgte reformpädagogische Ziele. Dennoch zählten für Gruelich auch konservative Werte wie Disziplin und Respekt. 
Nach seiner Direktortätigkeit zog er nach Heessen, heute Stadtteil von Hamm. Hier gründete er am 2. Mai 1957 die Schule Landschulheim Schloss Heessen, ein privates Gymnasium mit Internat. Die Schule hat ihren Sitz auf Schloss Heessen. Das Internat wurde als koedukative Schule für Jungen und Mädchen gegründet. Noch heute ist das Landschulheim Schloss Heessen ein privates Gymnasium mit Internat mit internationaler Prägung, das etwa 380 Schüler beherbergt.
Arthur Theodor Gruelich starb am 8. August 1967.

## Werke (Auswahl)
- Schicksalsfäden über dem Atlantik, 1935
- Die Chronik der Weinberggasse, 1937
- Tyll Schreyvogel, 1939
- Freundschaft um Barbara, 1942
- Die Brücke nach Achrain, 1943